# Кононівське (заповідне урочище)
Коно́нівське — заповідне урочище в Україні. Розташоване в межах Семенівської селищної громади Кременчуцького району Полтавської області, на північ від села Грицаї.
Площа 35,6 га. Статус присвоєно згідно з рішенням облради від 30.01.1998 року. Перебуває у віданні ДП «Лубенський лісгосп» (Семенівське л-во, кв. 28).
Статус присвоєно для збереження невеликого лісового масиву, який зростає на схилах і днищі балки. У деревостан переважають тополя, верба, липа.